# 考德·歐威爾斯特利
考德·保羅·歐威爾斯特利（英語：Paul Overstreet，1989年2月17日—）是一位美國演員、歌手和音樂人。他最著名的作品是在電視劇歡樂合唱團中飾演Sam Evans。

## 外部連結
- 考德·歐威爾斯特利在互联网电影资料库（IMDb）上的資料（英文）